# 区耀汉
区耀汉（Ow Yao Han，1992年4月19日—），馬來西亞男子羽毛球运动员。

## 簡歷
2009年，区耀汉出戰亞羅士打舉行的世界青年羽毛球錦標賽，與徐家铭合作贏得男雙比賽冠軍及團體賽亞軍。一年後，隨著徐家銘升國家隊後備隊，区耀汉在出戰墨西哥瓜達拉哈拉舉行的世界青年羽毛球錦標賽，改為夥拍尤芳庆，但仍成功蟬聯男雙冠軍；此外，他又夥拍賴沛君贏得混雙季軍。
2012年，区耀汉升上馬來西亞國家羽毛球隊成人隊，國家隊的男雙教練陳金和決定將他和徐家銘重新配對。二人重組後表現突出，曾在馬來西亞羽毛球黃金大獎賽殺進男雙決賽，贏得亞軍。

## 主要比賽成績
只列出曾進入準決賽的國際賽事成績：
| 年份   | 賽事                     | 公開賽級別 | 項目     | 拍檔   | 成績   |
| ------ | ------------------------ | ---------- | -------- | ------ | ------ |
| 2009年 | 樂魚羽毛球國際系列賽     | 國際系列賽 | 混合雙打 | 賴沛君 | 準決賽 |
| 2009年 | 世界青年羽毛球錦標賽     | 其他       | 混合團體 | －     | 亞軍   |
| 2009年 | 世界青年羽毛球錦標賽     | 其他       | 男子雙打 | 徐家铭 | 冠軍   |
| 2011年 | 紐西蘭羽毛球國際挑戰賽   | 國際挑戰賽 | 男子雙打 | 徐家铭 | 準決賽 |
| 2011年 | 印度羽毛球大獎賽         | 大獎賽     | 男子雙打 | 陳煒   | 準決賽 |
| 2012年 | 馬來西亞羽毛球黃金大獎賽 | 黃金大獎賽 | 男子雙打 | 徐家铭 | 亞軍   |
| 2012年 | 中華台北羽毛球黃金大獎賽 | 黃金大獎賽 | 男子雙打 | 徐家铭 | 準決賽 |
| 2013年 | 馬來西亞羽毛球國際挑戰賽 | 國際挑戰賽 | 男子雙打 | 林钦华 | 準決賽 |
| 2014年 | 哥本哈根羽毛球大師賽     | 其他       | 男子雙打 | 林钦华 | 準決賽 |
| 2015年 | 斯里蘭卡羽毛球國際挑戰賽 | 國際挑戰賽 | 男子雙打 | 徐家铭 | 亞軍   |
| 2015年 | 波蘭羽毛球國際賽         | 國際系列賽 | 男子雙打 | 徐家铭 | 準決賽 |
| 2015年 | 馬來西亞羽毛球國際挑戰賽 | 國際挑戰賽 | 男子雙打 | 徐家铭 | 準決賽 |

| 2007-2017年 | 首要超級賽 | 超級賽 | 黃金大獎賽 | 大獎賽 | 國際挑戰賽 | 國際系列賽 | 未來系列賽 | 其他 |

| 2018-2026年 | 總決賽 | 超級1000賽 | 超級750賽 | 超級500賽 | 超級300賽 | 超級100賽 | 國際挑戰賽 | 國際系列賽 | 未來系列賽 | 其他 |